# Harry Broos
Harry Broos, właśc. Henricus Adrianus Broos (ur. 25 maja 1898 w Roosendaal, zm. 16 lipca 1954 w Eindhoven) – holenderski lekkoatleta (sprinter), medalista olimpijski z 1924.
Swój największy sukces odniósł na igrzyskach olimpijskich w 1924 w Paryżu, gdzie zdobył brązowy medal w sztafecie 4 × 100 metrów (w składzie: Jaap Boot, Broos, Jan de Vries i Rinus van den Berge). Sztafeta ta wyrównała rekord świata w biegu eliminacyjnym czasem 42,0 s, ale w finale pomimo jeszcze lepszego rezultatu 41,8 s uległa drużynom Stanów Zjednoczonych i Wielkiej Brytanii. Broos startował na tych igrzyskach również w biegu na 100 metrów i biegu na 200 metrów, ale w obu tych konkurencjach odpadł w ćwierćfinałach.
Broos wystąpił także na igrzyskach olimpijskich w 1928 w Amsterdamie, gdzie odpadł w półfinale biegu na 400 metrów, w ćwierćfinale biegu na 200 metrów i w eliminacjach sztafety 4 × 400 metrów (w składzie: Andries Hoogerwerf, Adriaan Paulen, Broos i Van den Berge).
Trzykrotnie ustanawiał rekord Holandii w sztafecie 4 × 100 metrów, do wyniku 41,7 s (12 września 1926 w Kolonii). Jego rekord życiowy na 100 metrów wynosił 10,6, na 200 metrów 22,0, a na 400 metrów 49,2.
Był mistrzem Holandii na 100 metrów w latach 1921, 1923-1925 i 1928, na 200 metrów w latach 1922-1924, na 400 metrów w latach 1927-1929 i w skoku w dal w 1921.